# Мархабаєв Абдул-Хамід Файзуллайович
Абдул-Хамід Файзуллайович Мархабаєв (каз. Абдул-Хамид Мархабаев, 16 квітня 1938, Ауан, Аральський район — пом.15 грудня 2014, Алмати) — казахський і радянський письменник-фантаст, журналіст, науковець, перекладач і літературний критик.

## Біографія
Абдул-Хамід Мархабаєв народився в селі Ауан Аральського району Кзилординської області (на острові Кокарал). Батько майбутнього письменника загинув під час радянсько-німецької війни, й надалі його виховувала мати разом із ще трьома дітьми. У післявоєнний час родина Мархабаєва перебралась до Аральська, де він закінчив школу, після чого ще протягом кількох років працював у ній піонерським вожатим. У 1959 році Абдул-Хамід Мархабаєв вступив на факультет журналістики Казахського державного університету, який закінчив у 1964 році. Ще до закінчення університету він розпочав роботу журналістом науково-популярного журналу «Білім және еңбек» (Знання і праця). У 1967 році Мархабаєва запросили на роботу викладачем на факультет журналістики рідного університету, де він працює спочатку асистентом кафедри, пізніше старшим викладачем, а після захисту кандидатської дисертації в 1971 році став доцентом на факультеті журналістики Казахського державного університету. У 1976 році Абдул-Хамід Мархабаєв призначений головним редактором журналу «Білім және еңбек», в якому раніше працював простим журналістом, працював на цій посаді до 1979 року, пізніше очолював також журнал «Новий фільм», а в 1981—1982 роках працював головним редактором друкарсько-видавничого відділу Казахського центрального музею. У 1982 році Мархабаєв повернувся до викладацької діяльності, а в 2006 році захистив докторську дисертацію, після чого працював професором факультету журналістики Казахського національного університету, був автором багатьох монографій та посібників для вишів у галузі журналістики. Абдул-Хамід Мархабаєв удостоєний звання Почесного працівника освіти Республіки Казахстан, а також став почесним громадянином Аральського району.
Помер Абдул-Хамід Мархабаєв 15 грудня 2014 року в Алмати.

## Творчість
Літературну творчість Абдул-Хамід Мархабаєв розпочав у 1972 році, коли вийшла друком збірка його науково-фантастичних оповідань «Ғарыштағы қымыз» (Космічний кумис). Наступними збірками повістей і оповідань письменника стали «Арал әуендері» (Аральські мотиви, 1980 рік), «Балалардың аман қалғанын айт!» (1997 рік), «Аспанға құлады да кетті» (1997 рік), «Жарылқаушы…» (1998 рік), «Тосын ғарышхат» (1998 рік), «Шортан планетасы, сен кінәлісің!» (2008 рік), «Қызық қиял» (2008 рік). Мархабаєв вважається засновником сучасної казахської фантастики, основними темами його творів є освоєння космосу і контакт із іншопланетними цивілізаціями. Твори Мархабаєва перекладалися українською, російською та молдавською мовами. Мархабаєв активно займався перекладом іншомовних фантастичних творів казахською мовою, зокрема перекладав роман Володимира Михановського «Кроки у нескінченність», а також переклав з англійської мови збірку творів фантастів США. Абдул-Хамід Мархабаєв став першим у Казахстані літературним критиком-фантастикознавцем, опублікувавши низку дописів із літературної критики фантастичних творів, зокрема, «Руку дай, Майбутнє. Фантастика: вчора, сьогодні й …», «Іслам=Наука+Журналістика», «Мрії фантаста-1», «Ідеї ісламу — алгоритм наук», «Життя-буття казахської мрії», «Поетика фантастики в казахській літературі», а також велика монографія «Қазақ фантастикалық әдебиет» (Казахська фантастична література), де він ретельно описує зародження фантастики в казахській літературі, знаходячи її корені ще в усній казахській народній творчості.

## Особисте життя
Абдул-Хамід Мархабаєв був одружений, та мав двох дітей.